# Rhabdomastix sadoensis
Rhabdomastix sadoensis är en tvåvingeart som beskrevs av Alexander 1958. Rhabdomastix sadoensis ingår i släktet Rhabdomastix och familjen småharkrankar. Inga underarter finns listade i Catalogue of Life.